# Нидлсский маяк
Нидлсский маяк (англ. Needles Lighthouse) — маяк, расположенный на скалах Нидлс, Остров Уайт, в 5 километрах от графства Хэмпшир, Великобритания.
Маяк стоимостью £20 000 был построен Trinity House в 1859 году на уровне моря под руководством архитектора Джеймса Уокера.
Изготовлен из гранита в форме круглой башни 33,25 метра (109,1 футов) в высоту. В 1987 на вершине маяка была добавлена вертолетная площадка.
Он стал полностью автоматизированным, когда последние хранители оставили его 8 декабря 1994 года.
В связи с состоянием меловых слоев, на которых стоит маяк, в апреле 2010 были приняты меры для предотвращения падения маяка в море.
В течение 12 недель гражданский морской подрядчик вырыл траншею вокруг основания маяка, установил стабилизирующее кольцо, заполненное бетоном